# Hipparchia ismail
Hipparchia ismail är en fjärilsart som beskrevs av Gross och Ebert 1976. Hipparchia ismail ingår i släktet Hipparchia och familjen praktfjärilar. Inga underarter finns listade i Catalogue of Life.